# Schweizerischer Verband für Konservierung und Restaurierung
Der Schweizerische Verband für Konservierung und Restaurierung (SKR) ist ein Schweizer Berufsverband.

## Geschichte
1966 wurde der Berufsverband der Konservatoren und Restauratoren gegründet. Seither setzt er sich für die Ausbildung der Konservatoren und Restauratoren ein.

## Aufgaben und Ziele
Der Schweizerische Verband für Konservierung und Restaurierung SKR unterstützt alle Bestrebungen zum Schutz und zur fachgerechten Erhaltung des Kunst- und Kulturgutes und vertritt die Interessen der ihm angeschlossenen Mitglieder.
Der SKR stützt sich auf sein Berufsbild und den Ehrenkodex, sowie auf die international anerkannten ethischen Grundlagenpapiere „Professional Guidelines“ von E.C.C.O. und internationalen Chartas und Konventionen zur Kulturgütererhaltung.

## Berufspolitik
Der Schweizerische Berufsverband für Konservierung und Restaurierung SKR wurde 1977 gegründet und ist konstituierendes Mitglied der 1991 gegründeten europäischen Vereinigung der Organisationen von Konservatoren-Restauratoren E.C.C.O. (European Confederation of Conservator-Restorer's Organisations).

## Fachgruppen
Der Verband ist in Fachbereiche gegliedert, da Kulturgüter aus unterschiedlichsten Werkstoffen bestehen, und sie sind in den verschiedensten künstlerischen und gestalterischen Techniken ausgeführt.
- Architektur
- Kulturgeschichtliche Objekte
- Gemälde und zeitgenössische Kunst
- Papier
- Möbel/Holz
- Textil
- Notfallgruppe
- Medien und performative Künste